# Ancient Warfare
Ancient Warfare es una revista sobre historia militar de la Antigüedad publicada de forma bimestral por la editorial holandesa Karwansaray. El fundador y actual editor de la revista es Jasper Oorthuys.
La mayor parte de los artículos de la revista se centran en un tema que depende del número: un general, campaña o temas más directos, como un asedio. Cada tema presenta un escenario histórico escogido por el editor. El segundo artículo analiza una fuente relevante para este tema, como por ejemplo, una narración histórica o una fuente arqueológica. El tema es entonces desarrollado por los artículos sobre guerreros, batallas y generales que se ajustan a este tema.
La revista también incluye noticias, cartas de los lectores, un concurso y características breves de libros, juegos y maquetas. Las ilustraciones incluyen obras de arte originales, mapas y fotografías de objetos. Otra característica de la revista es que posee página web, si no contamos el blog del editor, donde se publica un podcast coincidiendo con el tema de la revista.
La revista está registrada como ISSN 1874-7019.